# Жапплу
«Жапплу» (в русскоязычных источниках также «Большие скачки») — канадско-французский художественный фильм 2013 года режиссёра Кристиана Дюгея.

## Сюжет
В начале 1980-х Пьер Дюран-младший отказывается от карьеры юриста и становится профессиональным наездником, сосредоточившись на конкуре. Он покупает лошадь по кличке Жапплу (1975—1991) у Анри Делажа.
Дюран на Жапплу проигрывает на летних Олимпийских играх 1984 года в Лос-Анджелесе. Однако на летних Олимпийских играх 1988 года в Сеуле они побеждают.

## В ролях
- Гийом Кане в роли Пьера Дюрана-младшего[8]
- Марина Хэндс в роли Нади
- Даниэль Отёй в роли Сержа Дюрана
- Лу де Лааж в роли Рафаэля Далио
- Чеки Карио в роли Марселя Розье[англ.]
- Жак Хигелен в роли Далио
- Мари Бунель в роли Арлетт Дюран
- Жоэль Дюпюш, в роли Франсис Лебай
- Фредерик Эпо в роли Патрика Карона
- Арно Анриет в роли Фредерика Коттье
- Дональд Сазерленд в роли Джона Лестера
- Антуан Шоле в роли Юбера Бурди
- Эдмон Жонкер д’Ориола в роли Филиппа Розье
- Бенуа Петижан в роли  Эрика Наве[англ.]
- Себастьен Касорла в роли Мишеля Робера
- Ной Хантли в роли Джо Фаргиса
- Джеймс Флинн в роли сын Джона Лестера
- Ксавьер Алкан в роли спонсора
- Соня Бен Аммар в роли молодой Рафаэль
- Жан Рошфор в роли самого себя

## Интересные факты
Исполнитель главной роли Гийом Кане с детства имел опыт наездника, что помогло ему на съёмках, где он справлялся преимущественно без помощи дублёра. В тоже время роль коня Жапплу исполнили сразу несколько похожих лошадей.

## Восприятие
Фильм был продемонстрирован на кинофестивале COLCOA в Лос-Анджелесе, Калифорния в 2013 году.
В январе 2014 года Лу де Лааж была номинирована на премию «Самая многообещающая актриса» на 39-й церемонии вручения премии «Сезар».
По словам обозревателя The Hollywood Reporter Джордана Минцера, фильм предлагает «довольно классическое сочетание трюков и сентиментальности, прежде чем помчаться вперёд к волнующему лошадиному финалу». Ронни Шейб, критик Variety, отметил, что «за исключением изящного и эффектного монтажа Ришара Маризи и прекрасных актёрских работ людей и лошадей, „Жапплу“ не привносит ничего нового в старомодный жанр».